# Physostemon
Genre
Classification APG III (2009)
Physostemon est un genre de plantes herbacées, appartenant à la famille des Cleomaceae (anciennement des Capparaceae). L'espèce type est Physostemon lanceolatum Mart. & Zucc.

## Liste d'espèces
Selon Tropicos (20 déc. 2021) (des noms invalides peuvent être inclus dans cette liste) :
- Physostemon ambiguum Bong., 1836
- Physostemon aureum R.C. Foster, 1945
- Physostemon guianense (Aubl.) Malme, 1898
- Physostemon hassleriana Chodat, 1903
- Physostemon hasslerianum Chodat, 1903
- Physostemon hemsleyanum (Bullock) R.C. Foster, 1945
- Physostemon humilis (Rose) Iltis, 2014
- Physostemon intermedium Moric., 1839
- Physostemon lanceolatum Mart. & Zucc., 1824
- Physostemon medicagineum (Turcz.) Briq., 1914
- Physostemon melanospermum (S. Watson) Pax & K. Hoffm., 1936
- Physostemon rotundifolium Mart. & Zucc., 1824
- Physostemon stenophyllum (Klotzsch ex Urb.) Iltis, 2014
- Physostemon tenuifolium Mart. & Zucc.,	1824